# Ville-sur-Saulx
Ville-sur-Saulx è un comune francese di 279 abitanti situato nel dipartimento della Mosa nella regione del Grand Est.

## Storia

### Simboli
Lo stemma è stato disegnato dal Comité Lorrain d’Héraldique e adottato dal comune il 10 maggio 2021. Lo scaglione rovesciato forma la lettera V, iniziale del toponimo; ondato e di verde rappresenta il fiume Saulx con il suo colore caratteristico. 
I triangoli rossi rappresentano le punte che un tempo si utilizzavano per tagliare gli stracci che servivano per la fabbricazione della carta nei mulini a pestelli in funzione in città nel XIV secolo. I triangoli rovesciati d'argento sono il profilo dei cunei di legno che permettevano di staccare i blocchi di pietra nelle cave di Ville-sur-Saulx. I triangoli fanno anche riferimento allo stemma di Gilles de Trèves (d'oro, ad un triangolo di rosso, accompagnato da tre crescenti montanti d'azzurro) (1515–1582) che fu signore del luogo nel XVI. 
Le due stelle d'oro ricordano i generali del Primo Impero francese, Jean-Baptiste Broussier (1766–1814) e Nicolas Broussier (1774–1850), cugini ed entrambi nati a Ville-sur-Saulx.
Lo scudo è sostenuto da un fiore di tulipano d'oro, con tre sepali di verde, accompagnato da due picconi da cava pure d'oro e manicati di tanné, quello di destra in banda, quello di sinestra in sbarra. 
Il fiore ricorda quello dell'albero dei tulipani presente nel parco del castello e rappresenta la ricca collezione di piante, soprattutto alberi, di questo parco. Gli attrezzi si riferiscono alle cave di pietra.

## Società

### Evoluzione demografica
Abitanti censiti